# Công ước liên Mỹ chống khủng bố
.

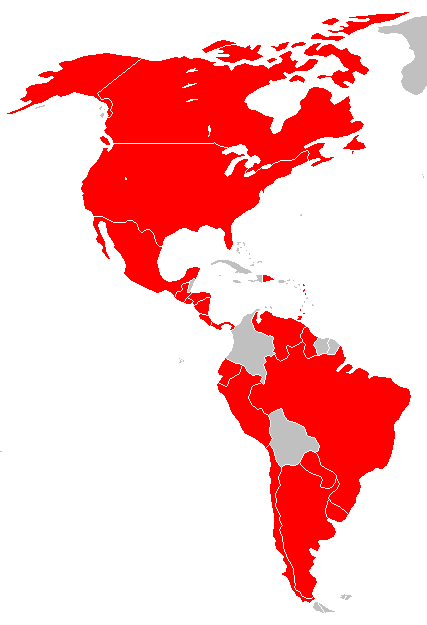
Bản đồ chỉ các nước đã phê chuẩn Công ước liên Mỹ chống khủng bố

Công ước liên Mỹ chống khủng bố (tiếng Anh: Inter-American Convention Against Terrorism) đã được các nước thành viên của Tổ chức các Quốc gia Châu Mỹ chấp thuận trong kỳ "Đại hội" của Tổ chức này ở thành phố Bridgetown, Barbados ngày 3.6.2002. Công ước này được thương lượng theo sự ủy nhiệm của các Bộ trưởng Ngoại giao của "Tổ chức các quốc gia châu Mỹ", ngay sau cuộc tấn công khủng bố của sự kiện 11 tháng 9 ở Hoa Kỳ, phản ánh sự cam kết tăng cường hợp tác trong cuộc chiến chống khủng bố khắp châu Mỹ.
Tóm lại, Công ước này nhằm: 
- Cải thiện việc hợp tác toàn khu vực trong cuộc chiến chống khủng bố, do đó gia tăng an ninh ở bán cầu này.
- Thúc đẩy các bên tham gia vào nỗ lực ký kết và phê chuẩn các văn kiện của Liên Hợp Quốc liên quan đến chống khủng bố (một yếu tố quan trọng trong Nghị quyết 1373 của Hội đồng Bảo an Liên Hợp Quốc).
- Thúc đẩy các bên sử dụng các khuyến nghị của các "Lực lượng đặc nhiệm hành động tài chính" và các đơn vị chuyên ngành khác như đường hướng trong việc quyết định các biện pháp phòng, chống và loại trừ việc tài trợ khủng bố.
- Khước từ cung cấp nơi trú ẩn an toàn cho các người kẻ bị tình nghi là quân khủng bố - dù họ là người xin tỵ nạn hay người xin nương náu – và khước từ việc các kẻ bị tình nghi là khủng bố sử dụng (lý do) ngoại lệ «tội phạm chính trị» để tránh bị dẫn độ hoặc cung cấp trợ giúp pháp lý hỗ tương.
- Đưa cả các tội phạm tài chính (ví dụ tội rửa tiền) vào loại hành vi khủng bố được ghi trong các văn kiện chống khủng bố liên quan của Liên Hợp Quốc và các quy định khác của Công ước chống tội phạm có tổ chức xuyên quốc gia của Liên Hợp Quốc. Công ước của "Tổ chức các quốc gia châu Mỹ" do đó chi tiết hóa nhiều công cụ pháp lý đã chứng minh là có hiệu quả chống lại tội phạm có tổ chức xuyên quốc gia trong những năm gần đây để sử dụng trong khu vực
- Tăng cường hợp tác trong một số lĩnh vực, bao gồm: trao đổi thông tin về các biện pháp kiểm soát biên giới và các hành động thực thi pháp luật; chỉ định một điểm tiếp xúc duy nhất của quốc gia để liên lạc với các quốc gia khác và các cơ quan liên quan; trao đổi kinh nghiệm và đào tạo, hỗ trợ kỹ thuật; và trợ giúp pháp lý hỗ tương.
- Thể hiện tình đoàn kết khu vực trong cuộc chiến chống khủng bố.
- Tạo điều kiện cho việc thực hiện một số nhiệm vụ trong Nghị quyết 1373 của Hội đồng Bảo an Liên Hợp Quốc và mở rộng khả năng các nước ký kết để hành động theo một số các khuyến nghị được đưa ra trong Nghị quyết trên.

Tới năm 2007, đã có 33 nước ký kết Công ước này và 22 nước đã phê chuẩn.
Việc giám sát Công ước này là nhiệm vụ của Ủy ban liên Mỹ chống khủng bố của "Tổ chức các quốc gia châu Mỹ".